# Antígono III de Macedonia
Antígono III, en griego Αντίγονος Δώσων, fue un rey de Macedonia, apodado Dosón (280 - 221 a. C.), hijo de Demetrio el Bello y nieto de Demetrio Poliorcetes. Después de la muerte de su primo Demetrio II en 229 a. C., ascendió al trono de Macedonia en lugar del heredero, su sobrino Filipo que contaba con nueve años, y se casó con la reina viuda, Fithia.
Reinó desde 229 hasta 221 a. C. como rey de Macedonia, también gobernó Grecia y fue uno de los jefes más poderosos del periodo helenístico. Sus sucesores reinaron hasta 146 a. C., cuando Macedonia y Grecia fueron finalmente conquistados por los romanos.
Acudió en ayuda de la liga Aquea para la lucha contra la liga Etolia dirigida por el rey Cleómenes III de Esparta. Antígono logró vencer en batalla de Selasia, donde el ejército espartano fue destruido casi en su totalidad, y Cleómenes sólo pudo escapar con algunos caballeros para buscar refugio en Egipto. Esta situación fue aprovechada por Antígono para abolir la monarquía de Esparta, consiguiendo la hegemonía macedónica sobre Grecia.
Murió al año siguiente, durante una batalla contra los ilirios, y le sucedió en el trono Filipo V, el joven príncipe hijo de Demetrio II, que además había sido adoptado por Antígono.